# Halina Bruczówna
Halina Bruczówna, właściwie Halina Wanda Bnińska (ur. 1894 w Warszawie, zm. 3 października 1937 w Nowym Jorku) – polska aktorka filmowa i sceniczna, śpiewaczka.

## Biografia
Bruczówna uczyła się aktorstwa w Klasie Dramatycznej przy Warszawskim Towarzystwie Muzycznym, a śpiewu u Stanisławy Dobrowolskiej. Debiutowała w sezonie 1913/14 w Teatrze Nowoczesnym w Warszawie, następnie występowała w 1915-16 w Teatrze Małym, a w 1916-19 w Teatrze Letnim. Zyskała sławę grając w komediach i farsach, ale po debiucie kinowym w 1916 zaczęła rosnąć jej popularność jako aktorki dramatycznej. Bruczówna, obok Poli Negri i Mii Mary, należała do najważniejszych aktorek wytwórni Sfinks, zwłaszcza po wyjeździe Negri do Stanów Zjednoczonych (dzięki czemu to Bruczówna zaczęła grać główne role).
W 1915 roku wyszła za mąż za walczącego w Legionach Polskich porucznika Juliusza Ostoję-Zagórskiego, z którym miała też walczyć na froncie. Po zakończeniu I wojny światowej Bruczówna zdecydowała się wyjechać z nim do Stanów Zjednoczonych. Podczas podróży Ostoja-Zagórski został wezwany służbowo do Polski i zginął podczas zamieszek w Gdańsku. Bruczówna wyemigrowała sama.
Od 1920 roku jako Halina Bruzovna występowała w teatrach na Broadwayu. Największy sukces odniosła grając główną rolę w musicalu Blossom Time. Prasa pisała o „egzotycznej piękności posiadającej cudowny magnetyzm”, chwalono też jej umiejętności wokalne i aktorskie. Bruczówna aktywnie współpracowała też z ośrodkami polonijnymi w Ameryce, biorąc udział w organizowanych przez nie koncertach i przedstawieniach dobroczynnych. W roku 1920 sama zorganizowała szereg koncertów i przedstawień, na których zebrała około milion dolarów na rzecz Pożyczki Odrodzenia Polski. Działała również na rzecz łatwiejszych i częstszych występów polskich artystów w Ameryce.
W 1921 wyszła za mąż za skrzypka Eddy’ego Browna. W 1922 razem z nim odwiedziła Warszawę, żeby zorganizować zespół baletowy, który z jej pomocą występowałby w Ameryce. Projekt nie doszedł do skutku, a bezdzietne małżeństwo zakończyło się szybko rozwodem. W 1925 roku Bruczówna przyjechała do Warszawy, gdzie występowała w Teatrze Polskim i kabarecie Qui Pro Quo. Mało kto pamiętał ją i występy te nie były bardzo popularne. Halina wzięła trzeci ślub – z hrabią Wiktorem Bnińskim; para zamieszkała we Francji. W roku 1930 aktorka wystąpiła w polskojęzycznej Tajemnicy lekarza, zrealizowanej przez Paramount w studiu Joinville pod Paryżem. Sporadycznie grała też w przedstawieniach polskich w Paryżu i Londynie. W początkach lat 30. skorzystała z zaproszenia Poli Negri i wróciła do Ameryki. Spędziła w Hollywood kilka lat, założyła agencję teatralno-koncertową, organizowała m.in. koncerty Poli Negri.
W roku 1936 przyjechała do Polski, by omówić występy polskich zespołów baletowych i teatralnych w Ameryce. Sfinalizowała kontrakt Antoniny Nowickiej, tancerki baletu warszawskiej opery, z wytwórnią International Pictures Corporation w Hollywood oraz kupiła kopię filmu Panienka z poste restante do dystrybucji w Ameryce. Pogarszający się stan zdrowia nie pozwolił Bruczównie dokończyć planów; zmarła na raka piersi 3 października 1937 roku w Nowym Jorku.

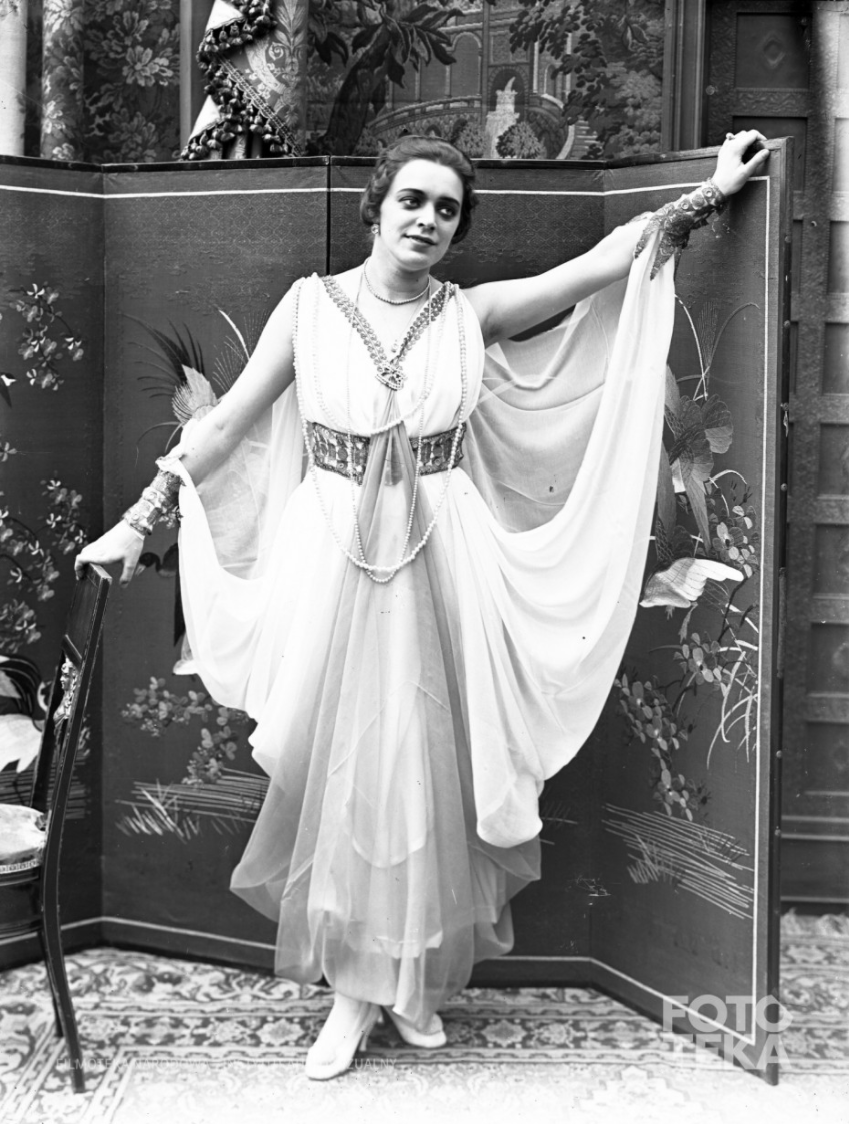
Halina Bruczówna w filmie Ludzie bez jutra (1919)

Jedynym filmem aktorki, który zachował się do dzisiejszych czasów, są Ludzie bez jutra.

## Filmografia
- 1916 – Studenci
- 1916 – Ochrana warszawska i jej tajemnice jako Halina Zapolska
- 1917 – Kobieta jako Nuna, modelka
- 1917 – Jego ostatni czyn
- 1917 – Carat i jego sługi jako Tatiana, żona Jerzego
- 1918 – Złote bagno jako Maryna, żona hrabiego Rosetta
- 1918 – Sezonowa miłość jako Anna
- 1918 – Mężczyzna jako Halina, siostra Horskiego
- 1918 – Melodie duszy jako Maria, córka hrabiego X
- 1918 – Carska faworyta jako Matylda Krzesińska
- 1919 – Przestępcy jako Lila, żona Wirskiego
- 1919 – Ludzie bez jutra jako aktorka Lola Wirska
- 1930 – Tajemnica lekarza

## Odniesienia w kulturze masowej
- Jako wybitna aktorka wspomniana jest w przedwojennej piosence Kino ze słowami Andrzeja Własta[8].

Albo jakie to przyjemne jest dla ócz

Gdy w dramacie gra Junosza albo Brucz

Więc też chciałby każdy z was

Na płótnie być z Bruczówną wraz